# Vedlejší projekty Adama Younga
Adam Young známý především ze svého elektronického, synth-popového projektu Owl City rád experimentuje, a tak už za svůj život vyzkoušel a prošel snad všechny možné žánry, o čemž svědčí celá řada dalších méně známých a úspěšných hudebních projektů.
"Vždycky jsem chtěl experimentovat ve skoro každém žánru, který existuje, místo toho, abych se zaměřil jen na jednu věc. Vždycky jsem se zajímal, abych měl tyto různé druhy cest, abych jaksi filtroval a řídil tyto odlišné proudy kreativity. Jsem rád, že mám Owl City a Sky Sailing, které mě reprezentují ve dvou podobných, ale přece trošku odlišných formách."

## Větší projekty

### Port Blue
Mezi ty významnější hned po Owl City patří experimentální, instrumentální, ambientní a elektronický Port Blue, který Adam založil v roce 2006 a vedl sám, jenže ne všechny skladby jsou známé nebo dokonce vydané. O některých písních se svět dozvídá z Adamových náhodných komentářů (viz např. skladba "Helmet"). Port Blue je pro Adam důležité, neboť sám je velkým fanouškem instrumentální hudby, které mu umožňuje pustit uzdu fantazie.

### Sky Sailing
Zhruba na stejné úrovni je akustický synthpopový projekt Sky Sailing z roku 2007. "Byla to moje první zkušenost se psaním hudby."  Oproti Owl City je Sky Sailing více akustický a méně elektronický. Většina skladeb je doprovázena akustickou kytarou. Zatím vzniklo pouze jedno album An Airplane Carried Me to Bed.

### Windsor Airlift
Ambientní post-rockový projekt (původně punk-popový) Windsor Airlift byl založen ke konci roku 2002 Adamem a jeho dvěma kamarády z dětství Anthony a Andy Johnsonovými. Do Adamova odchodu roku 2009 vydali The Basement EP (duben 2003), Selections for a Fallen Soldier (2003), Selections for a Fallen Soldier, Vol. II (2004), Moonfish Parachutist (2005), Qiu! (2005), Hotels (2005), Ocean City Park (2006), Beneath The Crystal Waves (2008) a We Rule! (2009). Také uspořádali několik koncertů. I když je na Facebooku Adam uveřejněn jako člen Windsor Airlift, v roce 2009 po úspěchu alba Ocean Eyes se začal na plno věnovat převážně jen Owl City. Nicméně Windsor Airlift dále pokračuje i bez Adama.

### Swimming With Dolphins
Na jaře roku 2008 Adam spolu s kamarádem Austinem Tofte zakládá synth-popový projekt s názvem Swimming With Dolphins. Pro oficiální znázornění Swimming With Dolphins Austin s Adamem oblékli speciální kostýmy. Austin byl jako potápěč ve starém skafandru a Adam použil leteckou masku, která pak také byla součástí jeho dalšího projektu Sky Sailing. Společně vydají EP Ambient Blue a ke konci roku 2008 Adam projekt opouští. Austin nadále na projektu pracuje a vydává studiové album a několik singlů.

### Adam Young Scores
Jedná se o sérii alb instrumentální hudby. Projekt Adam Young Scores vznikl již někdy koncem roku 2015, ale oficiálně o něm Adam promluvil až na přelomu roků 2015 a 2016. Spuštěn byl v únoru 2016 dvanácti skladbovým albem Apollo 11.

## Menší projekty

### American Jesus
Metalový projekt Adama a možná i Andyho a Tonyho z roku 2005. Písně: "POWER FORCE", "TURBO CHARGE", "MEGA WHIPLASH"

### Apes with Guns
Adamův a možní i Andyho a Tonyho projekt z roku 2005 s písněmi: "Lous Thy Barn", "Lance Bass Can Cut A Mean Rug", "Wayne Gretsky Is In The House", ve kterých Adam experimentuje s "robotickým hlasem" v kombinaci s jakýmsi metalovým a disco zvukem.

### Aquarium
Adamův projekt z roku 2005 o třech písních: "If the Trees Had Eyes, They'd Be Glaring At You", "M Is For Motorcycle", "I Am Denmark", pro které je typický "řev".

### Basketball
Projekt Adama, Tonyho a Andyho z roku 2006. Písně: "How We Ball", "Basketball in da Hood", "Basketball". Windsor Airlift na Youtube zveřejnila dokonce i videoklipy, kde všichni tři vystupují ještě jako teenageři a mají speciální převleky, např. Adam je v čepici Santa Clause. V písních zpívá či rappuje Adam, ale má pozměněný hlas.

### Beat Master Deluxe
Adamův a možná i Tonyho a Andyho instrumentální projekt z roku 2005 s rytmickými písněmi "Easy Now", "Spankey Takes the Cake", "There’s Something Wierd in Here"

### Blue Dallas
Projekt Adama a možná i Andyho a Tonyho z roku 2005 zahrnující písně "Glass Canada", "Islands", "Texas Hold’em is the Devil" podobné dílům skupiny Norma Jean, jsou "chaotické".

### Brother Reed, You Have Messed Up My Afro
Tvůrcem projektu z roku 2006 je Adam a možná i Andy a Tony. Písně: "A Very Merry Christmas from the Music Troupe", "The Rolling Thunder Double Clothesline Chairshot to Reverse Piledriver", "Sports are Life", "Basketball". Další projekt vzniklý jako vtip - věnuje se wrestlingu a každá píseň je obměnou jedné a té samé písně, kde je zpěv dost z noty.

### Can You Smell What The Rock Is Cooking
Adam a možná i Andy a Tony k projektu vytvářejí v roce 2005 album It's Jamtastic! s písněmi týkajícími se jídla "Gimme Some Burgers", "Slap Shot Double Shot Hooking Goal!"I’ll Dunk You Face".

### Charlton Heston and the Blast Beats
Trojice Adam, Andy a Tony vytvářejí v roce 2005 další velmi zábavný projekt, kde písně "Missle Drop Kick", "Swinging Chest Assault", "The Atomic Neck Slam" obsahují zvuky jako naříkání, hekání a sténání doprovázené hudbou. Je zde použita nahrávka z filmu Planeta opic.

### Chester McWiggins and the Kowboy Kidz
Kovbojský projekt Adama, Tonyho a Andyho o jedné písni "I’m a Western Guy", kde Adam v pozměněném hlase mluví o farmaření a rodeu, což vše je doprovázeno rytmickou country hudbou. Na MySpace jsou zveřejněny fotografie tria jako kovbojů.

### Dolphin Park
Projekt založený Adamem a Andym Johnsonem v roce 2007. Písně: "Crescent Island", "Helicopters", "Hello Enchanted Evening", "The Theme For Moonglow". Všechny tyto skladby byly později vydány v projektu Windsor Airlift.

### El Uno Clarence, the One Clarence
Adam a Andy pro tento metalový projekt napsali písně "Hulkster Death Kill", "Death Camp", "A Tall Tale of Death", "Hulkamania Ultimate Death". Na MySpace jsou také oficiální fotografie pózujícího dua.

### Goodbye Dubai
Projekt, který sice údajně vznikl, ale zatím nic nevydal. Je dílem Adam a jeho kamaráda Matthewa Thiessena z Relient K. Adam v rozhovoru z roku 2011 říká: "Kdoví! Doufám, že se to dá dohromady."

### Half Nelson Flying Corkscrew Clothes Line
Adam a možná Tony a Andy napsali metalové písně kombinované hrou na varhany a falešným zpěvem s pozměněným hlasem. "I’m Gonna Smash You", "Bring The Pain", "This Conversation Is OVER!". Vše je z roku 2005.

### Insect Airport
Adamův instrumentální projekt o čtyřech delších skladbách nesoucí názvy ovoce: "Apple", "Orange", "Grape", "Strawberry". Na rozdíl od většiny Adamových ostatních drobnějších projektů je Insect Airport vážněji zaměřen a zní podobně jako Port Blue.

### Isle
Jedná se o první hudební projekt, ve které Adam působil. Bylo to v době, kdy Adam chodil na střední a jednalo se metalovou kapelu z jižní Dakoty. Adam zde hrál na bicí. "Úplně jsem tu hudbu nemiloval, protože to nebylo tak podrážděné a agresivní, jak mě baví hrát, co se týká bicího." Skupina byla ovlivněna interprety jako Botch, Pelican, Neurosis a Isis. Tyto skupiny mají pro Adam stále určité kouzlo, a to jako idea naprosto se oddat zvuku, myšlenka, že představy mohou být jen podnětem, ale ne tak subjektivní, aby říkaly, jako nebo co cítit. "Je to více o tom, co ti hudba řekne, než o tom, co ti někdo říká, jak to pociťovat."

### Join The Dark Side You Knob
Adamův a možná i Tonyho a Andyho Star Wars instrumentální projekt z roku 2005se skladbami "Jar Jar Binks Is A Loser", "Someone Axe Kick Obi-wan In The Face", "Vin Diesal Blew Up The Death Star".

### Keehar
Adamův instrumentální rockový projekt, jehož název je podle ptačího hrdiny z Adamovy nejoblíbenější knihy Daleká cesta za domovem od britského spisovatele Richarda Adamse. Tento racek je také oficiální fotografií skupiny na MySpace. Písně: "Dolphins", "I Glide", "Good Tumbleweed!".

### Novel
Adamův projekt s jedinou písní: "Behold! Lawns" Tato píseň údajně vznikla poté, co Adam strávil spoustu času sekáním trávníku na střední škole. Píseň obsahuje "řvoucí část" podobně jako tomu je u projektu Aquarium.

### Nuclear Suplex
Adamův projekt z roku 2004 nebo 2006 o wrestlingu, obsahující bicí, pozměněný hlas a vtipným textem písní "MICK IZ COOL", "REALLY BIG GUNZ", "STOMACH EXPLOSION", "SUPER CHOKESLAM". Pro MySpace se Adam nafotil v kukle.

### Riders Of Rohan
Adam, Andy a možná i Tony vytváří další povedený projekt, mimo jiné i o jídle. Zpěv je značně falešný, ale to dělá písně o to vtipnější. Skladby jsou doprovázené akustickou kytarou. "4 Today", "Swimming In Gravy", "Judas". Název je inspirován Pánem prstenů

### Seagull Orchestra
Instrumentální Adamův projekt z roku 2006, který zahrnuje klidné, ambientní skladby: "Aerial Promenade", "Goodbye Goose Prince", "In Flight", "Sailboats". Některé z nich Adam používá při svých Owl City koncertech, např. "Aerial Promenade" byla hrána při vystoupení v Houstonu. Skladba "Sailboats" byla trochu upravena a použita pro album An Airplane Carried Me to Bed projektu Sky Sailing.

### SLAM DANCE
Adam a asi i Andy a Tony vytváří projekt z roku 2005 se stejnými písněmi jako je u Riders Of Rohan, jen s jiným názvem: "Hills That Look Like Your Hair", "Crafted In The Deepest Depths Of My Heart’s Console", "Bringing New Hopes Into Our Lives Forever". Na YouTube lze písně nalézt pod skupinou Slam Dunk.

### Slingshot Powerbomb
Adama asi i Andy a Tony v roce 2005 vytváří metalový instrumentální projekt s písněmi: "Bone Clubs and Cavemen", "Tape Decks and Muscle Shirts", "Harley’s and Camaro’s"

### Spinning Skull Smash
Adama asi i Andy a Tony vytváří roku 2005 projekt o muslimství: "Everybody Feel It All Up In Here", "J to the AM".

### The Atlantic (nyní Glacier Island)
Adam, Andy a Tony v roce 2004 vytvářejí elektronický projekt nazvaný The Atlantic a vydávají album I'll Set Out On An Ocean Voyage o jedné skladbě "My Weekend". Poté se skupina zastavila.
Roku 2010 Andy a Tony už bez Adama projekt obnovují pod novým názvem Glacier Island a vydávají dvě studiová alba From Pelican Shores a The Campfire Lullabies.

### The Grizzly
Členy byly Adam, Andy a Tony Johnsonovi. Písně "Yo, Griz", "Cocacola" jsou z roku 2007. Texty písní i samotná skupina jsou míněny podle všeho jako vtip. Na oficiální fotce na MySpace je Adam.

### The Perfect Theory
Projekt Andyho, Tonyho a možná i Adama.The Perfect Theory obsahuje celkem sedm zamilovaných písní: "Waldorf Sweetheart", "Waldorf+CSU+LOVE", "Fast food Relationships", "Do you want to date me?", "Prom Night", "Without You Baby", "Would you be my Valentine?"

### The Sports
Adamův a možná i Andyho a Tonyho metalový projekt s písněmi: "Give Me The Basketball—I’ll Dunk Your Face", "The Jazz Sports Metal Experience", "I Was Recording Some Tracks In Studio C", "Well No One’s Going To Jail Son"

### The Wellington Giggle-Bomb Experience
Projekt Adama, Tonyho a Andy z roku 2005, zahrnující rockové písně s mluveným slovem jako doprovod. Písně: "Sweet Healing Misty Rain", "The Bazooka Message", "Let’s Go Surfing".

### Tombstone Piledriver
Adamův a možná i Andyho a Tonyho projekt z roku 2005 s písněmi doprovázenými zpěvem: "Goodbye (Live)", "My Speech Impediment Romance"

### Understory
Adam asi i spolu s Andym a Tonym vydávají roku 2005 další vtipný projekt s punk rockovými písněmi "My Station Wagon", "Silver Village", "Summer Broken"

## Další údajné projekty
- Eleazar
- Yesterday’s Tomorrow
- Redeemed
- STAR WARZ
- Pump N Munch
- Left Lane